# はくろタクシー
株式会社はくろタクシーは、兵庫県姫路市を中心とした地域でバス、タクシーを運行する事業者である。本社は兵庫県姫路市西庄143番地1。（2008年6月末に現住所に移転）社名の「はくろ」は、姫路城の別名である「白鷺城」（はくろじょう）由来で、「白鷺」は漢語読み。タクシーは全車、姫路ハイタク事業協同組合に加盟している。かつては深夜特急バス、高速路線バス、リムジンバスの運行も行っていた。

## バス路線

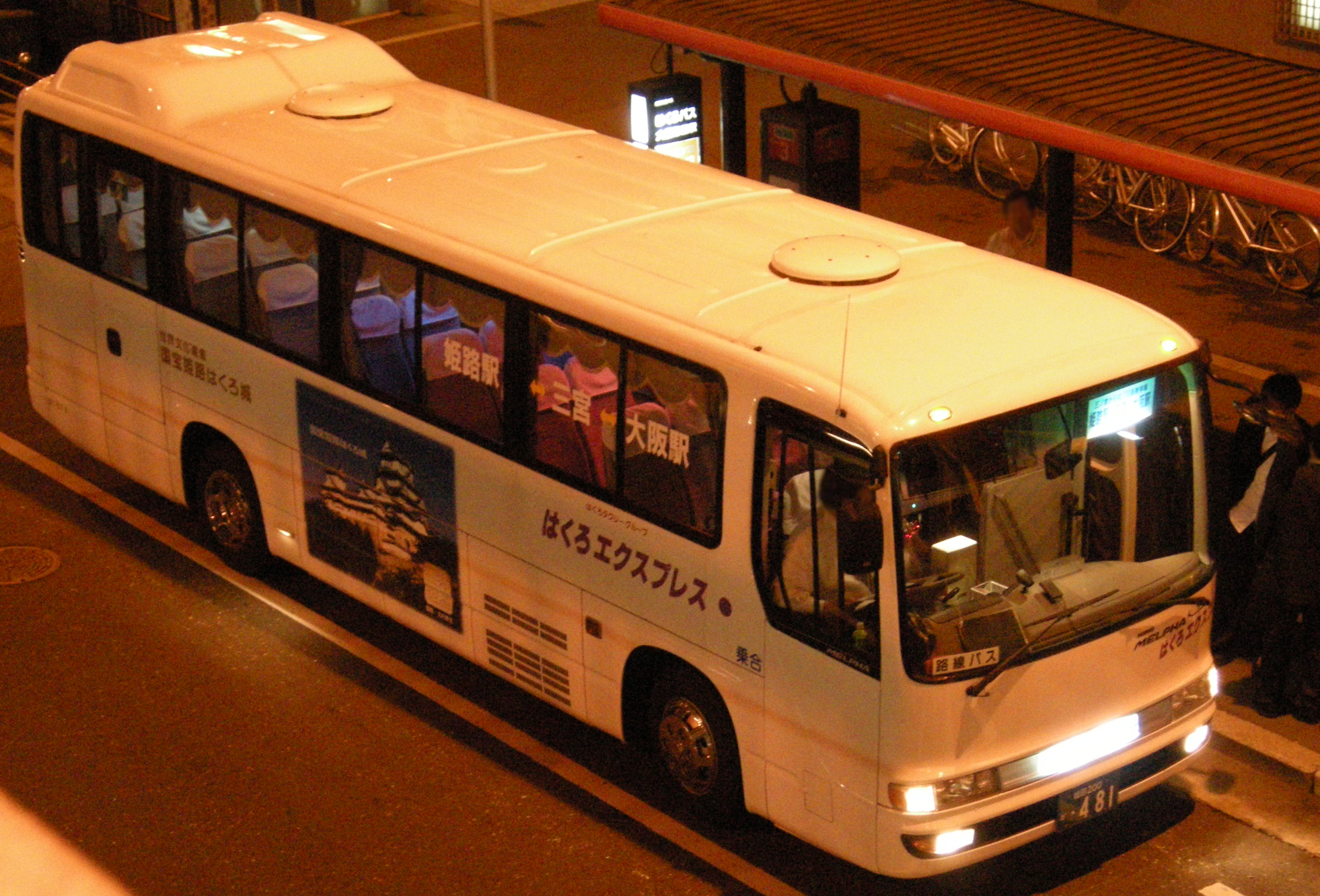
深夜特急バス（大阪～姫路）の車両（2009年）

### 休止・廃止路線

#### 関空乗合シャトル
- 姫路駅南口バスターミナル － 関西国際空港
  - 関西国際空港発便は1階H出口前から出発
  - 全便予約制

#### 深夜特急バス（毎週　木・金曜日のみの運行）
2007年6月1日より「特急深夜バス　はくろエクスプレス」として運行し、2019年1月25日をもって運行を終了した。
- 上り：JR姫路駅南口バスターミナル  － 三宮東急イン前 － JR大阪駅前
- 下り：JR大阪駅前 － 三宮東急イン前 － 明石国道2号線沿い・旧ダイエー前 － 西明石駅前 － 東加古川駅前 － 加古川駅前 － JR姫路駅南口バスターミナル 
  - 以前運行していた大阪線・神戸線の運行を見直しての運行再開したが後に運行終了。

2003年3月10日から姫路～三宮（1日2往復）、2004年8月11日から姫路～大阪（特急、1日1往復）・姫路～明石～加古川～三宮（急行、1日1往復）の「特急深夜バス　はくろムーンライト号」として運行を開始した。2005年7月1日から運休し、当初は2006年6月30日まで運休予定としていた。
2006年6月1日から各停三宮便、特急三宮・大阪便の運行を木・金・土曜のみ運行開始。
2007年6月1日、姫路→三宮行きの運行取りやめ、土曜運行取りやめて、「特急深夜バス　はくろエクスプレス」に移行した。
- 特急（姫路～大阪梅田線）JR姫路駅OS前 - 三宮東急イン前 - JR大阪駅前（1日1往復、大阪発特急バスは三宮発急行バスに接続
- 急行（姫路～神戸三宮線）JR姫路駅OS前 - 加古川駅前 - 東加古川駅前 - 土山駅前 - 西明石駅前 - 明石ダイエー前 - 三宮東急イン（1日1往復、三宮→姫路行きは大阪発便から接続）

#### 神戸空港リムジンバス
- 姫路駅南口バスターミナル － 神戸空港
- なんば(OCAT) － 神戸空港

#### 深夜急行バス
- 加西北条線[2]

JR姫路駅OS前 － 野里（姫路競馬場前） － 香呂駅前 － 福崎町役場前 － はくろタクシー加西北条営業所

#### 深夜高速バス[3]
- 姫路駅南乗場・三宮東急イン前・JR大阪駅前 - 東京新宿西口 - 東京ディズニーランド

## 乗合ジャンボタクシー

### 廃止路線
関空ジャンボタクシー
2014年3月31日をもって運行を終了した。
- 北回り路線

福崎町 － 加西北条 － 中国縦貫道社滝野インター － 神鉄三木恵比須駅前 － 関西国際空港
- 南回り路線

網干 － 英賀保 － 姫路 － 加古川 － 関西国際空港

## 本社・営業所
- 本社事務所
  - 兵庫県姫路市西庄143-1
- 加西北条営業所
  - 兵庫県加西市北条町北条365

## 関連会社
- はくろ観光バス株式会社
- 姫路相互タクシー株式会社
- つばめ交通株式会社
- 有限会社はくろ交通